# World Poker Tour
De World Poker Tour (WPT) is een serie internationale pokertoernooien voor professionele spelers. Het werd bedacht in de Verenigde Staten door advocaat-televisieproducent Steven Lipscomb, die nu CEO is van WPT Enterprises (WPTE), het bedrijf dat de World Poker Tour beheert.

## Inleiding
De World Poker Tour is een verzameling Texas Hold 'Em Pokertoernooien die voornamelijk in de Verenigde Staten plaatsvinden, maar in principe internationaal georganiseerd worden. Tezamen met de uitzendingen van de World Series of Poker heeft het op televisie brengen van de WPT gezorgd voor een immense populariteit voor het spel, zowel in casino's als online en in "home games". De belangrijkste sponsors van de show zijn dan ook casino's en pokersites. De presentatie is in handen van World Series of Poker braceletwinnaar Mike Sexton en acteur Vince Van Patten. Shana Hiatt was gastvrouw en interviewer in de eerste 3 seizoenen. Courtney Friel name deze rol op zich in seizoen 4 en Sabina Gadecki in het 5de seizoen. Layla Kayleigh en Kimberly Lansing begonnen als gastvrouwen aan seizoen 6. De WPTE kondigde aan dat pokerspeler en reporter Amanda Leatherman, die al sinds juli 2008 de live updates op de WPT website bracht, de job krijgt in seizoen 7.

## Achtergrond
De WPT zijn eerste seizoen liep van eind 2002 tot begin 2003, met als absolute climax het WPT-kampioenschap in april in het Bellagio Casino in Las Vegas, Nevada. Het eerste seizoen werd uitgezonden op het Travel Channel, een Amerikaans kabelstation in de lente van 2003. De show maakte zijn debuut op de openbare televisie op 11 februari 2004 op NBC met een speciaal "Battle of Champions" toernooi, dat tegenover de verslaggeving van de pre-show van de Superbowl op CBS stond. "The Travel Channel" zond de eerste 5 seizoenen uit.
In april 2007 kondigde de WPTE aan dat het programma de overstap zou maken naar GSN voor het zesde seizoen in de lente van 2008. In juli 2008 werd dan openbaar gemaakt dat het 7de seizoen naar Fox Sports Net zou gaan.

## Verslaggeving

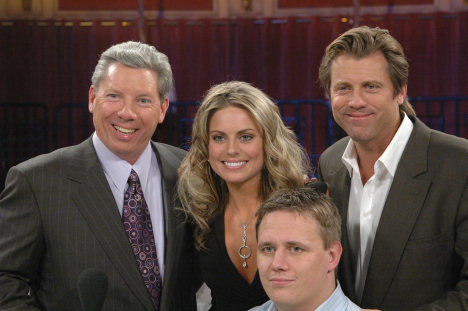
V.l.n.r: Commentator/speler Mike Sexton, verslaggeefster Courtney Friel, World Poker Classic 2005-winnaar Rehne Pedersen en commentator Vince Van Patten

De commentatoren van de show, Mike Sexton en Vince Van Patten geven de indruk dat al hun commentaar wordt opgenomen terwijl het toernooi aan de gang is, en ze hebben af en toe interactie met de spelers tijdens het spel. Hun inbreng over de kaarten wordt echter achteraf opgenomen, omdat de wet op de kansspelen verbiedt om live de kaarten te kunnen zien tijdens een toernooi terwijl je op de set bent. De geluidsband van de WPT is dus een mix van live opgenomen delen en achteraf ingesproken commentaar.

## Ontvangst
De aantrekkingskracht van de WPT, tezamen met de meeste andere pokertoernooien, is dat iedereen die de buy-in kan betalen (van $2.500 tot $25.000) of die erin slaagt een satelliettoernooi te winnen het kan opnemen tegen de beste spelers ter wereld.
In 2004 stelde de World Poker Tour een "Walk of Fame" in. De eerste toetredingen waren legendes Doyle Brunson en Gus Hansen en acteur James Garner.
In zijn 6de seizoen is het nog steeds een van de meest bekeken shows op televisie in de Verenigde Staten.
Vanaf 2008 toost commentator Mike Sexton niet langer met een glas bier (Anheuser-Busch was de officiële sponsor) maar met een glas champagne.
Vanaf het 7de seizoen, op FSN, kon iedere week een nieuwe speler zich plaatsen en op televisie verschijnen via ClubWPT.com.
Een serie gelijkaardige toernooien, de Professional Poker Tour genoemd, begon met filmen in 2004. Het uitbrengen van deze afleveringen werden vertraagd door een geschil met het Travel Channel over de rechten. In de herfst van 2005 kondigde de WPTE aan dat "een tv-netwerk" (het zou om ESPN gaan) zich had teruggetrokken uit het bieden op de PPT serie en dat de WPTE met het Travel Channel in onderhandelingen zat over de uitzendrechten. Op 30 januari 2006 meldden beide partners dat alle geschillen opgeschort waren en de reeks kreeg een vaste uitzendtijd vanaf 5 juli 2006, maar werd al na 1 seizoen weer afgeblazen nadat de WPTE geen televisiestation meer bereid vond als thuisbasis te fungeren voor een tweede seizoen.

## Sherman Act lawsuit
In juli 2006 klaagden 7 professionele pokerspelers de WPTE aan, bewerend dat er overtredingen gebeurd waren tegen de Sherman Antitrust Act, de Californische Cartwright Act en intentionele inmenging in de contracten (Klacht en antwoord). De spelers (Chris Ferguson, Andy Bloch, Annie Duke, Joe Hachem, Phil Gordon, Howard Lederer, and Greg Raymer) beweren dat de contracten die de WPTE hen verplicht voor deelname tegencompetitief zijn en de bedoeling hebben zich in te mengen in hun contracten met andere bedrijven. De eerste klacht baseert zich op het feit dat de WPTE de casino's die hun toernooien huisvest contractueel verbiedt niet-WPT-toernooien te organiseren. Het spelersgedeelte van de klacht handelt erover dat de WPTE naam en afbeelding van de spelers vrij zou mogen gebruiken, hetgeen in strijd is met andere contracten die deze spelers aangegaan hadden, zoals de deal van Ferugson met Activision Games of de contracten tussen enkele spelers en online pokersites. Hachem en Raymer lieten de klacht vallen nog voor er een uitspraak kwam.

### Schikking
In april 2008 werd er een schikking gemaakt tussen de 5 overgebleven spelers en de WPTE. Chris Ferguson zei over de uitkomst: "We are happy to have come to an agreement that is fair to all players, and to have put in place a new release that clears up ambiguities in how players' images may be used. We are especially happy that this new release will apply to all poker players who wish to participate in WPT tournaments and events." (We zijn blij dat we tot een overeenkomst gekomen zijn, die fair is tegenover alle spelers en om een nieuwe afspraak te hebben die dubbelzinnigheden over het gebruik van afbeeldingen van spelers opheldert; We zijn voornamelijk gelukkig dat deze afspraak geldt voor alle spelers die wensen deel te nemen aan de WPT-toernooien en -evenementen.)

## WPT Ladies
In januari 2008 kondigde de WPTE een reeks toernooien voor dames aan: de WPT Ladies. Het eerste seizoen heeft toernooien met "buy-in" gaande van $300 tot $1,500. De "final table" van het finale event zal ook op televisie uitgezonden worden.

## WPT Walk of Fame
De World Poker Tour Walk of Fame werd opgericht om pokerspelers die het spel goed op het hoogste niveau spelen of het vertegenwoordigen in film, televisie en literatuur. In februari 2004, kreeg de World Poker Tour Hall of Fame met een ceremonie in het Commerce Casino zijn eerste leden. De toetreding werd uitgevoerd op de trappen van het casino. Geen enkele speler werd voorgedragen sinds 2004. De originele leden zijn Doyle Brunson, Gus Hansen en James Garner.

## Seizoenen en resultaten
- World Poker Tour seizoen 1, toernooien & resultaten
- World Poker Tour seizoen 2, toernooien & resultaten
- World Poker Tour seizoen 3, toernooien & resultaten
- World Poker Tour seizoen 4, toernooien & resultaten
- World Poker Tour seizoen 5, toernooien & resultaten
- World Poker Tour seizoen 6, toernooien & resultaten
- World Poker Tour seizoen 7, toernooien & resultaten
- World Poker Tour seizoen 8, toernooien & resultaten
- World Poker Tour seizoen 9, toernooien & resultaten
- World Poker Tour seizoen 10, toernooien & resultaten
- World Poker Tour seizoen 11, toernooien & resultaten
- World Poker Tour seizoen 12, toernooien & resultaten
- World Poker Tour seizoen 13, toernooien & resultaten

## WPT Player of the Year (Speler van het jaar)

### Puntentelling
Voor alle open evenementen werden in de eerste acht seizoenen de punten als volgt toegewezen:
- Winnaar: 1000 punten
- 2de plaats: 700 punten
- 3de plaats: 600 punten
- 4de plaats: 500 punten
- 5de plaats: 400 punten
- 6de plaats: 300 punten
- 7de plaats (TV bubble): 200 punten

Bij ingang van seizoen negen werd het puntensysteem gewijzigd. Zowel het aantal toegewezen punten per positie als het aantal posities die punten opleveren, werden vanaf dat moment afhankelijk van de hoogte van het totale prijzengeld in een toernooi. De waardering van prestaties in WPT-toernooien ging vanaf dat moment als volgt:
| Totaal prijzengeld tot $500,000 - Winnaar: 600 punten - 2de plaats: 500 punten - 3de plaats: 400 punten - 4de plaats: 300 punten - 5de plaats: 250 punten - 6de plaats: 200 punten - 7de plaats: 150 punten - 8ste plaatse: 100 punten - 9de plaats: 50 punten | Totaal prijzengeld van $500.000 tot $999.999 - Winnaar: 800 punten - 2de plaats: 600 punten - 3de plaats: 500 punten - 4de plaats: 400 punten - 5de plaats: 300 punten - 6de plaats: 200 punten - 7de plaats: 150 punten - 8ste plaats: 100 punten - 9de: 50 punten | Totaal prijzengeld van $1.000.000 tot $1.999.999 - Winnaar: 1.000 punten - 2de plaats: 800 punten - 3de plaats: 700 punten - 4de plaats: 600 punten - 5de plaats: 500 punten - 6de plaats: 400 punten - 7de plaats: 300 punten - 8ste: 200 punten - 9de: 100 punten - 10e-12de plaats: 75 punten - 13e-18de: 50 punten |

| Totaal prijzengeld van $2.000.000 tot $3.999.999 - Winnaar: 1,200 punten - 2de plaats: 1.000 punten - 3de plaats: 900 punten - 4de plaats: 800 punten - 5de plaats: 700 punten - 6de plaats: 600 punten - 7de plaats: 500 punten - 8ste plaats: 400 punten - 9de plaats: 300 punten - 10de-12de plaats: 200 punten - 13de-15de plaats: 150 punten - 16de-18de plaats: 100 punten - 19de-27ste plaats: 50 punten | Totaal prijzendgeld $4.000.000 en hoger én het WPT World Championship - Winnaar: 1.400 punten - 2de plaats: 1.200 punten - 3de plaats: 1.100 punten - 4de plaats: 1.000 punten - 5de plaats: 900 punten - 6de plaats: 800 punten - 7de plaats: 700 punten - 8ste plaats: 600 punten - 9de plaats: 500 punten - 10de-12de plaats: 400 punten - 13de-15de plaats: 300 punten - 16de-18de plaats: 200 punten - 19de-27ste plaats: 100 punten - 28ste-36ste plaats: 50 punten |

### Winnaars
De prijs wordt toegekend aan één speler per seizoen. De winnaars tot nu toe zijn:
- Seizoen 1:  Howard Lederer
- Seizoen 2:  Erick Lindgren
- Seizoen 3:  Daniel Negreanu
- Seizoen 4:  Gavin Smith
- Seizoen 5:  J.C. Tran
- Seizoen 6:  Jonathan Little
- Seizoen 7:  Bertrand Grospellier
- Seizoen 8:  Faraz Jaka
- Seizoen 9:  Andy Frankenberger
- Seizoen 10:  Joe Serock
- Seizoen 11:  Matthew Salsberg
- Seizoen 12:  Mukul Pahuja
- Seizoen 13:  Anthony Zinno
- Seizoen 14:  Mike Shariati
- Seizoen 15:  Benjamin Zamani
- Seizoen 16:  Art Papazyan
- Seizoen 17:  Erkut Yilmaz
- Seizoen 18:  Brian Altman
- Seizoen 19:  Jake Ferro
- Seizoen 20:  Chad Eveslage

## Meervoudig toernooiwinnaars
Hieronder volgt een lijst van alle pokerspelers die in hun carrière meerdere hoofdtoernooien van de World Poker Tour wonnen, met de titels daarvan. Hiervoor gelden alleen 'open' evenementen, geen invitatietoernooien. Marvin Rettenmaier won in 2012 zowel het WPT World Championship als de Merit Cyprus Classic en was daarmee de eerste die twee WPT-toernooien achter elkaar won. Darren Elias werd in november 2014 de tweede met twee toernooizeges achter elkaar en de eerste die dat deed in twee WPT-toernooien van hetzelfde seizoen (Rettenmaier won het laatste toernooi van seizoen 10 en het eerste van seizoen 11).
*Bijgewerkt tot en met 1 juni 2016
| Aantal titels | Speler             | Toernooien                                                                                   |
| ------------- | ------------------ | -------------------------------------------------------------------------------------------- |
| 3             | Gus Hansen         | World Poker Classic 2002 - L.A. Poker Classic 2003 - PokerStars Caribbean Adventure 2004     |
| 3             | Carlos Mortensen   | Festa al Lago 2004 - World Poker Classic 2007 - Hollywood Poker Open 2010                    |
| 3             | Anthony Zinno      | Borgata Poker Open 2013 - Fallsview Poker Classic 2015 - L.A. Poker Classic 2015             |
| 3             | David Rheem        | World Poker Classic 2008 - World Poker Classic 2013, Seminole Hard Rock Poker Finale 2016    |
| 2             | J.C. Tran          | World Poker Challenge 2007 - WPT Rolling Thunder 2014                                        |
| 2             | Howard Lederer     | World Poker Finals 2002 - Party Poker Million II 2003                                        |
| 2             | Erick Lindgren     | Ultimatebet.com Poker Classic II 2003 - PartyPoker.com Million III Limit Hold'em Cruise 2004 |
| 2             | Daniel Negreanu    | Borgata Poker Open 2004 - World Poker Classic 2004                                           |
| 2             | Tuan Le            | World Poker Finals 2004 - World Poker Classic 2005                                           |
| 2             | Michael Mizrachi   | L.A. Poker Classic 2005 - Borgata Winter Open 2006                                           |
| 2             | Alan Goehring      | World Poker Classic 2003 - L.A. Poker Classic 2006                                           |
| 2             | Scott Clements     | North American Poker Championships 2006 - North American Poker Championships 2007            |
| 2             | Jonathan Little    | Mirage Poker Showdown 2007 - World Poker Finals 2008                                         |
| 2             | Cornel Cimpan      | L.A. Poker Classic 2009 - World Poker Finals 2009                                            |
| 2             | Hoyt Corkins       | World Poker Finals 2003 - Southern Poker Championship 2010                                   |
| 2             | Randal Flowers     | WPT Spanish Championship 2009 - Festa Al Lago 2010                                           |
| 2             | Antonio Esfandiari | L.A. Poker Classic 2004 - World Poker Classic 2010                                           |
| 2             | Tommy Vedes        | Festa al Lago 2009 - Seminole Hard Rock Showdown 2012                                        |
| 2             | Marvin Rettenmaier | WPT World Championship 2012 - WPT Merit Cyprus Classic 2012                                  |
| 2             | Matt Giannetti     | WPT Malta 2011 - WPT Lucky Hearts Poker Open 2013                                            |
| 2             | Darren Elias       | Borgata Poker Open 2014 - WPT Caribbean 2014                                                 |
| 2             | Mohsin Charania    | Grand Prix de Paris 2013 - Five Diamond World Poker Classic 2014                             |
| 2             | Aaron Mermelstein  | Borgata Winter Poker Open 2015 - WPT Maryland Live 2015                                      |
| 2             | Kevin Eyster       | Seminole Hard Rock Showdown 2013 - World Poker Classic 2015                                  |
| 2             | Farid Yachou       | WPT Amsterdam 2015 - WPT Tournament of Champions 2016                                        |

*Bij een gelijk aantal toernooiwinsten, staat de speler die als eerste zijn laatste titel won eerst genoemd

## Recordwinsten

### Gewone evenementen
| Seizoen | Evenement                             | Winnaar            | Prijs        |
| ------- | ------------------------------------- | ------------------ | ------------ |
| 1       | Five Diamond World Poker Classic 2002 | Gus Hansen         | $556.480     |
| 1       | World Poker Open - 2003               | Dave Ulliott       | $589.175,-   |
| 2       | World Poker Finals - 2003             | Hoyt Corkins       | $1.089.200,- |
| 2       | Five Diamond World Poker Classic 2003 | Paul Phillips      | $1.101.980,- |
| 2       | World Poker Open 2004                 | Barry Greenstein   | $1.278.370,- |
| 2       | LA Poker Classic 2004                 | Antonio Esfandiari | $1.399.135,- |
| 3       | World Poker Finals 2004               | Tuan Le            | $1.549.588,- |
| 3       | Five Diamond World Poker Classic 2004 | Daniel Negreanu    | $1.759.218,- |
| 3       | LA Poker Classic 2005                 | Michael Mizrachi   | $1.859.909,- |
| 4       | World Poker Finals 2005               | Nick Schulman      | $2.142.000,- |
| 4       | LA Poker Classic 2006                 | Alan Goehring      | $2.391.550,- |
| 5       | LA Poker Classic 2007                 | Eric Hershler      | $2.429.970,- |
| 6       | Five Diamond World Poker Classic 2007 | Eugene Katchalov   | $2.482.605,- |

- Gecontroleerd tot en met seizoen 12

### WPT Championships
| Seizoen | Evenement                       | Winnaar             | Prijs        |
| ------- | ------------------------------- | ------------------- | ------------ |
| 1       | WPT Championship - Seizoen I    | Alan Goehring       | $1.011.866   |
| 2       | WPT Championship - Seizoen II   | Martin de Knijff    | $2.728.356   |
| 3       | WPT Championship - Seizoen III  | Tuan Le             | $2.856.150,- |
| 4       | WPT Championship - Seizoen IV   | Joe Bartholdi Jr.   | $3.760.165   |
| 5       | WPT Championship - Seizoen V    | Carlos Mortensen    | $3.970.415   |
| 6       | WPT Championship - Seizoen VI   | David Chiu          | $3.389.140   |
| 7       | WPT Championship - Seizoen VII  | Yevgeniy Timoshenko | $2.149.960   |
| 8       | WPT Championship - Seizoen VIII | David Williams      | $1.530.537   |
| 9       | WPT Championship - Seizoen IX   | Scott Seiver        | $1.618.344   |
| 10      | WPT Championship - Seizoen X    | Marvin Rettenmaier  | $1.196.858,- |
| 11      | WPT Championship - Seizoen XI   | David Rheem         | $1.150.297,- |
| 12      | WPT Championship - Seizoen XII  | Keven Stammen       | $1.350.000,- |
| 13      | WPT Championship - Seizoen XIII | Asher Conniff       | $973.683,-   |
| 14      | WPT Championship - Seizoen XIV  | Farid Yachou        | $381.600,-   |
| 15      | WPT Championship - Seizoen XV   | Daniel Weinman      | $381.500,-   |
| 16      | WPT Championship - Seizoen XVI  | Matthew Waxman      | $463.375,-   |
| 17      | WPT Championship - Seizoen XVII | Ole Schemion        | $440.395,-   |

## Trivia
- Een fictief WPT-kampioenschap was de achtergrond voor de film Deal uit 2008. Mike Sexton speelde hierin zichzelf en ook een aantal bekende spelers deden mee. De WPT-set werd naar New Orleans verscheept voor de opnamen na het kampioenschap van seizoen 4.
- Sinds 2015 wordt in Amsterdam een World Poker Tour georganiseerd, de WPT Amsterdam.